# Ley de cuotas
Las leyes de cuotas son normas legales dictadas para propiciar un nivel más equitativo en la distribución de los géneros en los cargos de elección popular y representación, a fin de obtener una mayor presencia de mujeres en dichos puestos. Mediante prácticas discriminatorias hacía ciertos grupos dependiendo de su condición de género.
Varios países de Latinoamérica han dictado leyes de este tipo.

## Leyes de cuotas por país
En Bolivia, Costa Rica, Ecuador, México, Perú y Panamá la cuota de género es el 50%; en Honduras se estableció en 40% en 2012 con incremento hasta alcanzar la paridad. En República Dominicana y Uruguay la cuota mínima es del 33%. En Brasil, El Salvador y Haití la cuota es del 30%. Finalmente y con la cuota más baja, está Paraguay, con el mínimo de 20%.

### Argentina
Argentina fue el primer país del mundo que incorporó una ley de cuotas a su legislación: lo hizo en el año 1991. Esta ley establece que en las listas electorales debe haber al menos un 30% de candidatas mujeres a cargos nacionales. Desde la aprobación de dicha ley se ha producido un avance en la incorporación de mujeres en las instituciones argentinas, especialmente en el poder legislativo, en el que en el 2010 se llegó a un 38% de representación femenina. Asimismo, Argentina se encuentra entre los países que cuentan con una de las tasas más altas de representación parlamentaria de este género, muy por encima del promedio regional, que se encuentra en el 22%.
No obstante, la presencia de más mujeres en puestos legislativos no significa un mayor compromiso en lo que se refiere a la igualdad de género, ya que, a pesar de los buenos datos que se registran a nivel nacional ,en el ámbito provincial no ocurre lo mismo, debido a que, aunque en esta área también se aplica la ley de cuotas, únicamente en diez legislaturas provinciales las mujeres alcanzan o superan el 30% de las bancas. Esta situación se produce como consecuencia de dos circunstancias: por una parte, no es posible la consecución de una masa crítica que permita modificar las estructuras de oportunidades entre los hombres y las mujeres y, por otra parte, si se analiza la trayectoria de los legisladores se observa que las legislaturas provinciales constituyen el principal espacio en el que desarrollan sus carreras políticas. De tal manera que las mujeres que residen en provincias que cuentan con una ley de cuotas menos efectiva encuentran mayores dificultades para acceder a los cargos de representación.
Por lo que para conseguir la igualdad será necesario que la ley de cupo esté acompañada de medidas que permitan avanzar en la igualdad en las relaciones de género tanto en el ámbito público como privado, ya que estudios llevados a cabo en la Argentina demuestran que las mujeres trabajan más en el primer ámbito anteriormente mencionado, al tener mayores problemas para compatibilizar su vida familiar con la personal, ya que en muchas ocasiones tienen más cargas familiares que los hombres.
Además el estudio llevado a cabo también demuestra que las mujeres se encuentran todavía excluidas de cambios de liderazgo, aun cuando éstas tengan una mayor formación que los hombres.

### Colombia
Con la constitución política de 1991 se crea el marco institucional para la no discriminación y la adecuada participación política de las mujeres, que posteriormente se complementa con los diversos tratados y compromisos internacionales ratificados por el Estado colombiano para garantizar la igualdad de género y la no discriminación de la mujer, de este modo se crea la Ley 581 de 2000 “Por la cual se reglamenta la adecuada y efectiva participación de la mujer en los niveles decisorios de las diferentes ramas y órganos del poder público”. Como medida afirmativa se esperaba la cuota en las listas electorales, y grandes cambios culturales y estructurales que contribuyeran a superar los obstáculos para la participación política de las mujeres. La ausencia de sanciones claras y contundentes limitó el efecto de dicha norma.
Durante el año 2003 y el año 2011 el Congreso de la República aprobó reformas políticas, real importancia tiene el Acto Legislativo de 2003, “Por el cual se adopta una Reforma Política Constitucional y se dictan otras disposiciones”, en la que se atrasa de nuevo la cuota electoral. Más tarde, a través del Acto legislativo de 2009, “modifican y adicionan unos artículos de la Constitución Política de Colombia”, incorporando los movimientos políticos, entre otros principios el referido a la igualdad de género. Esto contribuyó a dar fundamento a la reglamentación de la ley estatutaria 1475 de 2011 por la cual se adoptan reglas de “organización y funcionamiento de los partidos y movimientos políticos”. En ella se determinó que “en virtud del principio de equidad e igualdad de género, los hombres, las mujeres y las demás opciones sexuales gozarán de igualdad real de derechos y oportunidades para participar en las actividades políticas, dirigir las organizaciones partidistas, acceder a los debates electorales y obtener representación política”. Aunque se establecen cinco medidas, en la orden obligatoria del proceso electoral local fue aprobada la cuota de 70/30 para inscripción de candidaturas en circunscripciones de más de 5 curules (Art.28), la cual se aplicó a las corporaciones públicas de Asamblea, Concejos y Juntas Administradoras Locales (JAL).
Con la aprobación de la ley de cuota electoral en Colombia, después de 20 años en que fue por primera vez implementada en un país latinoamericano (Argentina), se consigue la ruptura de las lógicas de participación política que han mantenido a las mujeres excluidas de las decisiones políticas.

### Ecuador
En Ecuador la ley de cuotas de género entraron en vigor en febrero de 1997 con la Ley de Amparo Laboral de la Mujer y con un porcentaje mínimo de los 20 puntos sobre las listas partidarias. 
En 2000 el Congreso Nacional reformó la ley de Elecciones aumentando al 30% del porcentaje mínimo de representación de mujeres. Sin embargo, la incorporación más relevante fue la decisión de aumentar gradualmente a partir de ese momento y un 5% más en cada elección hasta alcanzar la paridad. Así, , en 2002 fue del 35%, en 2004 del 40-5 y en 2007 se llegó al 50%.
Conjuntamente se introdujeron en la norma los principios de alternancia y secuencialidad entre sexos para la conformación de las listas de candidatos y, como sanción, la no oficialización de éstas por parte del órgano electoral competente cuando las mismas no cumplan las disposiciones legales. 
En la última reforma constitucional del año 2008 se corroboró la voluntad de conservar la paridad para la elección de cargos públicos representativos (artículo 116) y de asegurarla en los cargos de decisión internos político-partidarios (artículo 108). Igualmente, el de “promover la representación partidaria de mujeres y hombres en los cargos de nominación o designación de la función pública, en sus instancias de dirección y decisión, y en los partidos y movimientos políticos”. 
Desde 1998 Ecuador elige a sus diputados mediante listas abiertas. La combinación de la paridad con las listas abiertas permite que si los ciudadanos deciden votar en plancha la vigencia de la paridad garantiza el acceso de las mujeres a los cargos de representación, por parte, cuando los electores deciden votar por candidatos la aplicación de los principios base de la paridad son inútiles. 
En las elecciones celebradas el 26 de abril de 2009 fueron elegidas 40 mujeres (32%) y 84 (68%) hombres para integrar la Asamblea Nacional . En las elecciones de 2013 se eligieron 137 asambleístas, donde : Alianza País obtuvo 100 escaños; CREO consiguió 11 escaños; PSC con 6 escaños; PSP, Unidad Plurinacional de las izquierda, y Avanza con 5 escaños cada uno; PRE, SUMA, ARE, IDC y MPCG con un escaño cada uno.
La nueva etapa legislativa 2013 está marcada por una alta equidad de género, pues la Asamblea se ha conformado por 38% mujeres y 52% de hombres. Y por primera vez en la historia ecuatoriana son mujeres las que conforman el órgano de gobierno de la Asamblea Nacional: el parlamento ecuatoriano será presidido por Gabriela Rivadeneira, la primera vicepresidenta es Rossana Alvarado y la segunda vicepresidenta Marcela Aguinaga. 
A pesar de que los relevantes porcentajes de paridad en las elecciones de 2013, aun dos obstáculos subsisten en Ecuador para la total efectividad de la normativa paritaria, por un lado el sistema electoral basado en listas abiertas que permite al elector organizar la lista de candidatos/as sin respetar la alternancia de géneros y por otro la persistencia de la violencia política que dio lugar a la elaboración de un proyecto de ley por la Asociación de Mujeres Municipalistas del Ecuador (AMUME).

### México
En México, el avance en materia de cuotas de género ha sido paulatino. La primera cuota aplicada data de 1996, donde se especificó que el número de legisladores del mismo género no podía exceder el 70%. A la par de esta reforma, se estableció una lista cremallera para evitar que las mujeres fueran relegadas a los últimos lugares de las listas. El siguiente paso se dio en 2008 cuando se estableció, a través de una modificación al Código Federal de Instituciones y Procedimientos Electorales, que los partidos deberían postular al menos 40% de mujeres entre sus candidatos, exhortándolos a llegar a la paridad. Durante el proceso electoral de 2012, el Tribunal Electoral del Poder Judicial de la Federación impuso a los partidos políticos, por primera vez, la paridad de género, obligándolos a nombrar 50% de fórmulas compuestas por mujeres (tanto la propietaria del cargo como la suplente debían ser mujeres). La reforma rlectoral de 2014 elevó la paridad a nivel constitucional.
Estas acciones culminaron en 2021, cuando el Instituto Nacional Electoral, acatando una sentencia del Tribunal Electoral del Poder Judicial de la Federación, emitió una acción afirmativa para que no sólo respete el principio de paridad de género establecido en la reforma del 2014; sino que, además, obliga a los partidos políticos a darle representación a minorías étnicas, personas con discapacidad y personas de la diversidad sexual. Esta acción afirmativa crea 21 distritos con asientos reservados exclusivamente a comunidades indígenas. Adicionalmente, los partidos deberán postular tres fórmulas de candidaturas integradas por personas afromexicanas en cualquiera de los 300 distritos electorales y una por el principio de representación proporcional, debiendo ubicarla en los primeros 10 lugares de la lista, en cualquiera de las cinco circunscripciones. Las cuatro postulaciones deben realizarse de manera paritaria. En materia de discapacidad, partidos y coaliciones deberán postular fórmulas de candidaturas integradas por personas con discapacidad en seis de los 300 distritos que conforman el país. Asimismo, en las listas de candidaturas a diputaciones por el principio de representación proporcional, los partidos políticos nacionales deberán postular dos fórmulas integradas por personas con discapacidad. Dichas fórmulas podrán postularse en cualquiera de las cinco circunscripciones electorales y deberán ubicarse en los primeros 10 lugares de la lista respectiva. Finalmente, en materia de diversidad sexual, el INE determinó que los partidos nacionales deberán postular cuando menos dos fórmulas de personas de la diversidad sexual en cualquiera de los 300 distritos electorales federales y, para el caso del principio de Representación Proporcional, deberán postular una fórmula dentro de los primeros 10 lugares de la lista de cualquiera de las cinco circunscripciones electorales.

### Perú
Perú, como la mayoría de los países latinoamericanos, se vio influenciado por la aprobación de la Convención sobre la Eliminación de Todas las Formas de Discriminación contra la Mujer en 1979. A partir de entonces, poco a poco ha ido adoptando medidas de discriminación positiva para incorporar a la mujer a la esfera política.
En 1996 el Estado peruano creó el Ministerio de Promoción de la Mujer y de Desarrollo, encargándole el afianzamiento del rol de la mujer en la sociedad. Posteriormente, en el marco de la reforma del Estado, por Ley n.º 27779 de 25 de julio de 2002, su organización y funciones fueron modificadas convirtiéndose en el Ministerio de la Mujer y el Desarrollo Social (MIMDES) y cuyo objetivo es promover “la equidad de género y la igualdad de oportunidades para la mujer...”.
Las cuotas de género son aprobadas en 1997 con la Ley N.º 26859, Ley General de Elecciones, que establece la obligatoriedad de incluir en las listas de candidatos al Congreso de la República, un 25% de mujeres. Dicha cifra fue incrementada a un 30% por la Ley 27387 del 29 de diciembre de 2000. Igualmente se estableció dicha cuota para las elecciones municipales a través de la Ley 26864 de 13 de octubre de 1997 en relación con las listas de candidatos a regidores.
Posteriormente con la ley 27683 de 14 de marzo de 2002, se incluyeron las cuotas de género (30%) en las listas de candidatos a Consejeros Regionales. En el año 2002 el sistema de cuotas adquiere rango constitucional con la Ley 27680, al modificarse el art. 191 de la Carta Magna señalando que “la Ley establece porcentajes mínimos para hacer accesible la representación de género (...) en los Consejos Regionales y en los Consejos Municipales”. El 31 de octubre de 2003 la Ley 28094, de Partidos Políticos incluyó la obligatoriedad de la cuota del 30% de mujeres en las listas de candidatos para cargos de dirección de los partidos o agrupaciones políticas.
En el 2004, se aprueba la LERPA, Ley de Elecciones de Representantes ante el Parlamento Andino, en cuyo artículo 4 estable una cuota de representación del 30%. Sin embargo, pese a que formalmente existe un apoyo a la igualdad de género en la esfera política, en la práctica ésta no se cumple. Asimismo, cabe destacar que además de la ley de cuotas de género existe una cuota de jóvenes y una cuota “nativa”, por las que se intenta incorporar a los fragmentos de la población que históricamente se han visto excluidos del ámbito político.
En el año 2020, el Congreso de la República profundiza las reformas en favor de los derechos políticos de las mujeres al aprobar una ley que establece la paridad y alternancia (50/50) en las listas electorales presentadas al congreso y elecciones subnacionales. De igual modo, el Jurado Nacional de Elecciones estableció en 2022 criterios para garantizar al paridad vertical y horizontal en las listas electorales.

### Venezuela
Venezuela es uno de los cuatro países de América Latina que han aplicado no solo una ley de cuotas, sino una ley de paridad de género a su sistema electoral. En 1998 se incorporó un artículo a la Ley Orgánica de Sufragio y Participación Política que obligaba una cuota del 30% mínima para las cámaras legislativas con cargos plurinominales o de lista, no obstante se aplicó únicamente una vez en 1998 y dos años después fue declarada inconstitucional.
En 1999 se contó con la participación activa de las mujeres en la Asamblea Nacional Constituyente que daría lugar a la Constitución venezolana de 1999. Esto logró que se creara un marco jurídico que protegiera y garantizara los derechos de las mujeres relativas a su participación en la representación política. El artículo 21 establecía la igualdad de género y garantizaba las condiciones jurídicas y administrativas para lograr la igualdad real y efectiva.
En 2005, el Consejo Nacional Electoral (CNE) exigió a los partidos políticos paridad y alternancia en la conformación de las listas partidarias para presentarlas a las elecciones de ese año (nacionales, regionales y parroquiales). Sin embargo, su efectividad se vio mermada por la ausencia de sanciones ante su incumplimiento. El mismo órgano, el 4 de agosto de 2008 dictó en la resolución Nº080721-658 la obligación de asignar la postulación de candidaturas regionales al Consejo Legislativo bajo una composición paritaria y alterna aunque únicamente a las alcaldías de Caracas y Alto Apure y para las concejalías al cabildo distrital en las elecciones de ese mismo año. Además, de acuerdo al artículo 293.1 de la Constitución venezolana de 2008 se indica que en aquellos casos que no sea posible aplicar la paridad, se deberán configurar las listas con un mínimo de 40% y un máximo de 60%, ya sea para hombres o para mujeres. No obstante, los resultados no fueron los esperados puesto que la alternancia obligada se dio entre candidatos principales hombres y suplentes mujeres, por lo que de forma efectiva, las mujeres no lograron ocupar cargos de representación popular.
Para 2010, el CNE en una nueva Resolución, exhorta a los partidos a proponer listas paritarias pero también establece que se deberán establecer mecanismos de selección para los postulados, de tal forma que se asegure una alternancia que logre un 50% para cada sexo. La Resolución de este órgano electoral se dio a la luz de la interpretación de la Constitución de 2008.
Se ha visto un progreso significativo puesto que para el periodo de 1999 a 2010, la mayoría de los poderes públicos del Estado ya fueron dirigidos por mujeres. En 2010, todos los poderes públicos estaban dirigidos (PGR, Defensoría del Pueblo, varios Ministerios, Institutos y empresas del Estado) por mujeres excepto el Poder Ejecutivo.

## Leyes de paridad
Las leyes de paridad electoral también denominadas cuotas de género o cuotas de equidad, son un tipo de discriminación que consiste en establecer para un cargo, a un porcentaje de personas de un colectivo que ha sido históricamente discriminado. 
Sus defensores estipulan que así se consigue evitar problemas de sesgos ante el género, es decir, ante una elección entre un hombre o una mujer para un puesto de poder se prefiere escoger al hombre, así se evitaría que se produzca esto. Por otro lado, sus detractores defienden que es una discriminación hacia el hombre, ya que recibiría menos beneficio por el simple hecho de ser hombre blanco heterosexual.
Dicho porcentaje se acerca a la representación de miembros del colectivo discriminado en la sociedad. Por ejemplo, se puede establecer que entre un 40 % y un 60 % de los diputados de una cámara deben ser mujeres. Es una práctica que se ha vuelto común en el sistema electoral de varios países. Una democracia en la que se fijan cupos en función del género se suele llamar democracia paritaria.

## Lista cremallera
Una lista cremallera es una lista electoral en la que hombres y mujeres ocupan puestos alternos, los hombres ocupan los puestos impares y las mujeres los pares, o viceversa. De esta forma, se asegura que hombres y mujeres de la lista tendrán una representación del 50% o en caso de que el número de candidatos elegidos sea impar lo más cercana posible al 50%.

## Resumen
La Ley de Cuotas es igualmente criticada y defendida por uno u otro lado del espectro político. Algunos[¿quién?] defienden que así se superan problemas de sesgo y se permite acabar con problemas como el techo de cristal. Otros[¿quién?] arguyen que si una persona no está preparada para el puesto no debe acceder a él por una cuota porque acaba con el principio de meritocracia.